# Narrativas do Espólio
Narrativas do espólio é um livro póstumo de escritos de Franz Kafka, publicado por Max Brod, seu amigo e testamenteiro, entre 1914 e 1924. O volume reúne 31 textos diversos, que variam de tamanho e de feição.